# 永田祥子
永田 祥子（ながた しょうこ、1994年1月14日 - ）は、日本の女優、タレントである。
愛知県出身。演劇創作ユニットシーズプレイファクトリーのメンバーで、アッシュプロダクション所属。

## 人物
- 宝塚歌劇と食と漫画と人が好きな雨女。姫毛。書道12年。[1]
- 趣味はひとり水族館。特技は『着付けヘアメイク』、『道を覚えること』、『テレビのリモコンを無くすこと』。[2] また、自称ではあるが、『料理』も"わりと"得意。
- 石原美沙紀とは親友であるが、仲の悪い設定をしている。ただし、2017年頃から設定に限界を迎えている。[2]
- ツール・ド・フランスさいたまクリテリウムの悪魔娘[3]
- 『インスタントジョンソンゆうぞう先生の音の葉・言の葉・ハイスクール！』[4]
- 元女性演劇パフォーマンスユニット『ScarLett』[2][5]のメンバー。
- ライブでは紫サイリウムか茄子を振る[6]
- 愛犬の名前は こむぎ[7]
- ちょっぴり富士額[8]
- 最近の趣味はタロットカード。結構当たると評判[9]
- オーストラリアにホームステイをしたことがある。
- 猫カフェ店員だが、猫アレルギーをもっている。
- 原宿Picnic好きな５人によるユニット ピクセブ[10]を発足。メンバーは、赤：川岸銀次／青：飯島英幸／緑：秋山俊介／黄：文稀／桃：永田祥子である。

## 出演

### イベント
- 2014/10 「パジャマでおじゃ町田」ゲスト出演
- 2014/11 モデル撮影イベント合同フェスティバル
- 2015/03 「柳瀬教授のアイドル図鑑」ゲスト出演[11]

### ライブ
- 2014/08/09 ENTRY Live Stars…☆vol．2[12]

### 朗読劇
- 2015/02 ふぉーすてーじ・ぷろでゅーす リーディングライブ「不思議の国のアリス」[13]【主演】

### ラジオ
- レインボータウンFM『波田陽区のRADIO侍！』コーナーパーソナリティ。
- 日曜日12:30 - 13:00 レインボータウンFM『インスタントジョンソン・じゃいのサンデーちゃ〜ん！』コーナーパーソナリティ。
- 日曜日20:00 - 20:15 FM市川うらら[14]『内山麿我のSUNDAY NIGHT FEVER！！』アシスタントMC。
- 越谷FM『ノンブレスRADIO』メインパーソナリティ。
- FMうらら『インスタントジョンソンゆうぞう先生の音の葉・言の葉・ハイスクール！』アシスタントMC。

### 映像
- 2011 ドラマ マジすか学園2（テレビ東京系列）
- 2011 映画 「ゲキアツ～真夏のエチュード」[15]
- 2012 映画「終焉少女」[16] 出演
- 2013 劇場公開映画「アリスインプロジェクト」[17]
- 2013 ショートフィルム「無何有」
- 2014 東京ディズニーリゾート 夏 CM
- 2016 ドラマ・映画「風媒花」[18] （千葉テレビ・ドリームセブン内） 裕子役
- 2017 「きらめけ！VIVACIOU DASH♡奮闘編」[19] （チバテレ・MUSE9内）
- 2017 Amazonプライム・ビデオ ドラマ「東京ヴァンパイアホテル」

### 舞台
- 2013年
  - 8月22日 - 25日 『ばぁばの風鈴』[20] （場所：てあとるらぽう） Aキャスト
- 2015年
  - 8月11日 - 16日 MJP vol.2『放浪の牛』[21] (場所：OFF OFFシアター)
- 2016年
  - 4月7日 - 13日 『Justice for』[22]（場所：日暮里d-倉庫） team SMASH! キャットアラモード役
  - 8月24日 - 28日 『ファントム･チューニング ～調霊探偵･四十万八十二の事件簿～ 』[23]（場所：新宿村LIVE） 颯役
- 2017年
  - 1月12日 - 15日 『46億年ゼミ』 [24]  （場所：中目黒キンケロシアター）お琴役
  - 3月14日 - 26日 『ハッピークイーンとイバラの姫』[25]（場所：四谷フラワースタジオ）Aキャスト主演 中津川葵役
  - 5月19日 - 22日 『THE IDENTITY ORDER』[26]（場所：武蔵野芸能劇場 小劇場）里美役
  - 6月21日 - 25日 エンテナ PLAY UNION 第五回公演『真夏の果実の花の頃。』[27] （場所：シアター風姿花伝）逸見早苗役
  - 7月13日 - 23日 imgPre3『それじゃまたと言って』[28]（場所：中野・劇場HOPE）伊橋奈緒役
  - 8月10日 - 13日 『バック・トゥ・ザ・君の笑顔』[29]（場所：武蔵野芸能劇場）プー役
  - 9月21日 - 10月01日 Hi-ACE 第3回公演『明け方に嗤う』[30]（場所：新宿 スターフィールド劇場）サキ役
  - 11月29日 - 12月3日　『劇団バルスキッチン旗揚げ公演「青春フルスロットル」』[31]（場所：新宿シアターブラッツ）貝原玲子役
- 2018年
  - 1月17日 - 24日 『「ボクの12支紳士」〜絵本の中のワンダーランド〜』 [32]  （場所：座・高円寺 2）サターン役
  - 3月7日 - 11日 『リスポット！！』 （場所：シアターKASSAI）若竹役
  - 4月4日 - 8日 『どぎまぎメモリアル』 （場所：新宿シアターブラッツ）藍堂瑠衣役
  - 5月23日 - 27日 劇団わ本公演『「バック・トゥ・ザ・君の笑顔」再演』[33]（場所：中目黒キンケロ・シアター）プー役
  - 7月12日 - 16日『QuartZ』[34]（場所：TACCS1179）天狼院那月役
  - 8月29日 - 9月2日 Uzume第4回公演『白いキャンバス』[35]（場所：シアター風姿花伝）キール役
- 2019年
  - 1月17日 - 20日『藍寫眞～アオシャシン～』[36]（場所：シアターグリーン BIG TREE THEATER）召し使いの姉役
  - 5月2日 - 5日 Bixbite Createプロデュース公演vo.2『堕天使は薄い本を閉じて』[37]（場所：中野テアトルbonbon）山手線役
  - 7月4日 - 10日 劇団わ本公演「バック・トゥ・ザ・君の笑顔」[38]（場所：中目黒キンケロシアター） プー役
  - 7月22日 - 28日 劇団わ本公演「バック・トゥ・ザ・君の笑顔 ～ロボットって笑うっけ？～」[38]（場所：中目黒キンケロシアター） プー役
  - 9月4日 - 16日 ワーサルシアター提携公演 平熱43度 -Relation- vol.3『ネムリメグル』[39]（場所：ワーサルシアター）メグルチームの「NEMURU」役
  - 11月1日 - 5日 「菅生ゼミ休講のお知らせ」[40]（場所：新宿スターフィールド）B組出演 役未定
  - 11月27日 - 12月08日 E-Stage Topiaプロデュース公演『ペトリコール』[41]（場所：中野HOPE）team IJB に出演 役未定
- 2020年
  - 3月18日 - 26日 ワーサルシアター提携公演 平熱43度 -Relation- vol.4「アシュラ-ASHURA-」[42]（場所：ワーサルシアター） 新山奈緒 / 雪森小春 役
  -  4月30日 - 5月10日 E-Stage Topia次回公演『堕天使は薄い本を閉じて2020』[43]（場所：上野ストアハウス） 役未定　コロナの影響により、2021年4月29日-5月9日に変更。
  - 9月9日 - 13日 E-Stage Topia プロデュース公演『 オオナムチ 』[44]（場所：テアトル BONBON）役未定
- 2021年
  - 3月31日 - 4月11日 菅生ゼミ休講のお知らせ -再々演- 3期[45]（場所：新宿スターフォールド）B組 紫水役
  - 4月29日 - 5月9日 E-Stage Topia次回公演『堕天使は薄い本を閉じて2020 復活公演』[46]（場所：上野ストアハウス） 山手線役
  - 8月10日 - 15日 SFIDA ENTERTAINMENT Vol.7 カウンターバリューペインテッド2021[47]（場所：劇場 HOPE）表Surface 役未定